# Dębówka (wieś w powiecie sochaczewskim)
Dębówka – wieś w Polsce położona w województwie mazowieckim, w powiecie sochaczewskim, w gminie Teresin. Ma status sołectwa.
Wieś szlachecka położona była w drugiej połowie XVI wieku w powiecie sochaczewskim ziemi sochaczewskiej województwa rawskiego.
W latach 1954–1959 wieś należała i była siedzibą władz gromady Dębówka, po jej zniesieniu w gromadzie Szymanów. W latach 1975–1998 miejscowość należała administracyjnie do województwa skierniewickiego.
We wsi znajduje się stary poniemiecki cmentarz, został założony przez ewangelików, którzy przybyli do wsi z Niemiec.